# Taotaomo'na
Taotaomo'na ("la gent d'abans de la història", o "gent antiga" en chamorro) són els esperits dels avantpassats que es diu que encanten les muntanyes i llocs salvatges de les illes Mariannes, que inclouen Rota, Saipan, Tinian i Guam, a Micronèsia. La creença en els Taotaomo'na no només es troba a Guam sinó a moltes de les illes de les Mariannes. Amb la conquesta de Guam per part dels espanyols als segles XVII i XVIII, i la destrucció resultant de l'antic mode de vida dels chamorros nadius, també desaparegué l'adoració de deïtats nadiues i el culte als avantpassats. Els estudiosos creuen que el concepte dels Taotaomo'na entremaliats fou creat pels chamorros com a resposta a la submissió dels espanyols. Es creu que els taotaomo'na viuen en qualsevol lloc natural reclòs de l'illa – especialment al sud de l'illa – i, malgrat la modernitat de la majoria dels habitants de Guam, encara existeix un sa respecte envers aquests esperits. Es creu que si són ofesos poden provocar males influències en un lloc particular o envers una determinada persona.